# Артур Блісс
Сер Артур Едуард Драммонд Блісс (англ. Arthur Edward Drummond Bliss; 2 серпня 1891, Лондон — 27 березня 1975, Лондон) — британський композитор.

## Біографія
Закінчив Королівський коледж музики, учень Чарльза Вільєрса Стенфорда. Під час Першої світової війни був піхотним офіцером. Після повернення до Англії Блісс швидко став помітною фігурою в британській музиці завдяки ряду екстравагантних творів: Концерту для тенора, фортепіано і струнних (вокальна партія без слів), Кольоровій симфонії (1922), заснованій на ідеї про наявність звукових асоціацій у кожного кольору, та ін. Надалі тяга Блісса до експериментів мала помірніший характер.
У 1953 році Блісс був відзначений званням Королівського майстра музики.
Найбільш відомі твори Блісса — опера «Олімпійці» (1949), телеопера «Товія і ангел» (1960), балет «Шах і мат» (1937), симфонія «Герої ранку» (з читцем і хором, 1930), концерт для віолончелі з оркестром.